# Holland (Ohio)
Holland és una població dels Estats Units a l'estat d'Ohio. Segons el cens del 2000 tenia 1.306 habitants.

## Demografia
Segons el cens del 2000, Holland tenia 1.306 habitants, 522 habitatges, i 292 famílies. La densitat de població era de 579,6 habitants per km².
Dels 522 habitatges en un 25,7% hi vivien nens de menys de 18 anys, en un 45,2% hi vivien parelles casades, en un 7,1% dones solteres, i en un 43,9% no eren unitats familiars. En el 40% dels habitatges hi vivien persones soles el 26,4% de les quals corresponia a persones de 65 anys o més que vivien soles. El nombre mitjà de persones vivint en cada habitatge era de 2,23 i el nombre mitjà de persones que vivien en cada família era de 3,06.
Per edats la població es repartia de la següent manera: un 22,4% tenia menys de 18 anys, un 5,9% entre 18 i 24, un 24,7% entre 25 i 44, un 17% de 45 a 60 i un 29,9% 65 anys o més.
L'edat mediana era de 42 anys. Per cada 100 dones de 18 o més anys hi havia 75 homes.
La renda mediana per habitatge era de 33.669 $ i la renda mediana per família de 45.500 $. Els homes tenien una renda mediana de 35.938 $ mentre que les dones 25.795 $. La renda per capita de la població era de 18.196 $. Aproximadament l'1% de les famílies i el 9% de la població estaven per davall del llindar de pobresa.

## Poblacions més properes
El següent diagrama mostra les poblacions més properes.